# Luiz Francisco Rebello
Luiz Francisco Rebello (São Sebastião da Pedreira, Lisboa, 10 de setembro de 1924 — Lisboa, 8 de dezembro de 2011) foi um advogado, dramaturgo, crítico teatral, historiador de teatro e ensaísta português. 
Juntamente com José Saramago, Armindo Magalhães, Manuel da Fonseca e Urbano Tavares Rodrigues foi, em 1992, um dos fundadores da Frente Nacional para a Defesa da Cultura (FNDC). 

## Biografia
Luiz Francisco Rebello nasceu a 10 de setembro de 1924 na rua Marquês de Fronteira, 31, 2.º esquerdo, na freguesia de São Sebastião da Pedreira, em Lisboa. Era filho do engenheiro agrónomo Amadeu Rebelo, então de 31 anos, natural de Angra do Heroísmo, e de Maria Amélia Ferreira Lima Corrêa Mendes Rebelo, então de 23 anos, doméstica, natural de Lisboa (freguesia de Santa Isabel).
Licenciado em Direito pela Faculdade de Direito de Lisboa, presidiu à Sociedade Portuguesa de Autores durante 30 anos (1973 a 2003), especializando-se na área dos direitos de autor.
Com ligações ao teatro, fundou e dirigiu, em 1946, juntamente com Gino Saviotti, o Teatro-Estúdio do Salitre e, em 1971, foi nomeado diretor do Teatro São Luiz, cargo de que se viria a demitir no ano seguinte por não concordar com as ingerências da Comissão de Censura. Foi também vice-presidente da Confederação Internacional das Sociedades de Autores e Compositores (1976-78).
Colaborou em inúmeros jornais e revistas, entre eles a Colóquio-Letras, o Jornal de Letras, a Seara Nova e a Vértice, na revista luso-brasileira Atlântico , no semanário Mundo Literário (1946-1948) e ainda na revista Arte Opinião  (1978-1982). Dirige, desde 1971, um Dicionário do Teatro Português, publicado em fascículos.
Jean-Paul Sartre e Pirandello foram os autores que mais o terão influenciado a nível estético. 
Foi casado com a atriz Mariana Villar, de quem teve uma filha, a também advogada e autora Catarina Rebello.
Luiz Francisco Rebello morreu a 8 de dezembro de 2011 em Lisboa.

## Obras
- A invenção do guarda-chuva (1944) (em colaboração com José Palla e Carmo)
- Fábula em um Acto (1947) (estreia como dramaturgo)
- Teatro Português, do Romantismo aos Nossos Dias (1960)
- Imagens do Teatro Contemporâneo (1961)
- D. João da Câmara e os Caminhos do Teatro Português (1962)
- História do Teatro Português (1968)
- Os Autos das Barcas de Gil Vicente (1973)
- Visita Guiada ao Mundo do Direito de Autor (1973)
- Vida, Martírio e Glória de Molière (1976)
- Teatro de Intervenção (1978)
- O Teatro Simbolista e Modernista (1979)
- O Teatro Romântico em Portugal (1980)
- Dente por Dente (1964) (adaptação) (versão livre de Shakespeare)
- Liberdade, Liberdade (adaptação) (versão livre de Millor Fernandes) (1974)
- O Círculo de Giz Caucasiano (adaptação de Brecht)
- O Mundo Começou às 5 e 47 (1948)
- Condenados à Vida (1963)
- É Urgente o Amor (1958)
- Alguém Terá de Morrer (1956)
- O Dia Seguinte (1953) (traduzida e representada em doze países)
- O Palco Virtual
- Teatro I, Teatro II e Teatro de Intervenção (coletâneas de peças de dramaturgos portugueses)
- O Fim na Última Página (1951)
- Os Pássaros de Asas cortadas (1959) (adaptado ao cinema por Artur Ramos)
- Condenados à Vida (1963)
- Teatro Moderno. Caminhos e Figuras (ensaio) (1957)
- Imagens do Teatro Contemporâneo (ensaio) (1961)
- História do Teatro Português (ensaio) (1968)
- O Primitivo Teatro Português (ensaio) (1977)
- Portugal, Anos Quarenta (1983)
- 100 anos de Teatro Português (ensaio) (1984)
- Introdução ao Direito de Autor
- Garrett, Herculano e a Propriedade Literária
- Todo o Amor É Amor de Perdição (transposição para televisão do processo de Camilo Castelo Branco) (1994)
- Fragmentos de uma dramaturgia (1994)
- A Desobediência (1998)
- Todo o Teatro (1999) Ed. IN-CM
- João Vilhena (2002)[9][10]
- Todo o Teatro (2006) Ed. IN-CM

## Distinções
- Comendador da Ordem do Infante D. Henrique, em 9 de julho de 1985[1]
- [carece de fontes?]
- Grande-Oficial da Ordem Militar de Sant'Iago da Espada, em 16 de julho de 1999[1]
- Prémio de Teatro da ex-Sociedade de Escritores (1964)
- Grande Prémio da Sociedade Portuguesa de Autores (1994)
- Consagração do seu nome na toponímia de Lisboa através do Largo Luiz Francisco Rebello (2016), situado num dos pátios desenhados por Álvaro Siza Vieira no Chiado; transferido em 2024 para um largo na freguesia do Lumiar[11]